# Велика Шайтановка
Велика Шайта́новка або Велика Шайта́нка (рос. Большая Шайтановка, Большая Шайтанка) — річка в Республіці Комі, Росія, права притока річки Печора. Протікає територією Троїцько-Печорського району.
Річка починається з невеликого болота, протікає на південь, схід, південь, південний захід, південь та південний схід. Впадає до Печори в районі колишнього присілка Велика Шайтановка.
Над річкою розташовані колишні присілки Мала Шайтановка та Велика Шайтановка.
Притоки:
- праві — без назви (довжина 13 км[1]), Велика Розсоха
- ліва — без назви (довжина 10 км[2])